# Хекмат, Мансур
Мансур Хекмат (перс. ژوبین رازانی‎, настоящие имя и фамилия — Жубин Разани (перс. ژوبین رازانی‎); 4 июня 1951, Тегеран — 4 июля 2002, Лондон, Великобритания) — иранский политик, марксист, революционер, теоретик, лидер рабочего коммунистического движения Ирана.

## Биография
Окончил экономический факультет Ширазского университета. В студенческие годы увлёкся трудами К. Маркса. В марксизме он нашёл ответы на фундаментальные вопросы о правде существующей несправедливости и жестокости мира и узнал способы, как изменить это. Глубокий и бескомпромиссный гуманизм молодого Разани и любовь к свободе, смешанная с радикальным критическим взглядами Маркса на капитализм сформировали революционера Мансура Хекмата.
В 1973 году отправился в Лондон, чтобы получить докторскую степень в области теории марксизма в Биркбекском колледже. Стал критиком не только религии, либерализма и реформизма, но и того, что он считал искаженными версиями коммунизма, включая русский и китайский коммунизм, герилью (партизанское движение), социал-демократию, троцкизм и национализм среди левых. Претендовал на то, что в отличие от этих искаженных течений, вернул марксизму его гуманизм и радикализм.
В конце 1978 года организовал группировку «Союз коммунистических боевиков», с которой принимал участие в выступлениях против шаха Мохаммеда Реза Пехлеви. В отличие от большей части иранских левых, отказался подчиняться верховному лидеру аятолле Хомейни. Разоблачал «миф о прогрессивной национальной буржуазии».
После Исламской революции в Иране 1979 года был в числе основателей движения революционного марксизма. Из-за нараставших преследований политической оппозиции властями Хекмат скрылся в Иранском Курдистане, где его «Союз коммунистических боевиков» слился с изначально маоистской курдской группой «Комала». Посредством этого объединения в 1983 году Хекмат стал одним из основателей Коммунистической партии Ирана, ведущей борьбу с исламским режимом. До 1989 года возглавлял партию.
В результате раскола в 1991 году он и его сторонники вышли из КПИ и создали Рабоче-коммунистическую партию Ирана, которой он руководил до своей смерти в 2002 году.
Умер от рака в больнице в Великобритании, похоронен на Хайгейтском кладбище, недалеко от могилы Карла Маркса.